# Катерина Сфорца
Катерина Сфорца (на италиански: Caterina Sforza; * ок. 1463, Милано, Миланско херцогство; † 28 май 1509, Флоренция, Флорентинска република) е господарка на Имола и графиня на Форли, първо като съпруга на Джироламо Риарио, а след това – като регентка на първородния им син Отавиано Риарио.
Извънбрачна дъщеря (узаконена впоследствие) на херцог Галеацо Мария Сфорца – 5-и херцог на Милано и на любовницата му Лукреция Ландриани, Катерина израства в изискания двор на Милано. Тя се отличава от най-ранна възраст със смелите и безразсъдни действия, които предприема, за да защити своите титли и имоти, когато нейните държави участват в политическите борби.
В личния си живот се посвещава на различни дейности, сред които се отличават алхимичните експерименти, ловът и танците. Проявява се като внимателна и любяща възпитателка за многобройните си деца, от които само последното – известният кондотиер Джовани дале Банде Нере (роден Лудовико де Медичи) наследява силния ѝ характер. След героична съпротива тя е разгромена от Чезаре Борджия. Затворена е в Рим и след като си възвръща свободата, води затворен живот във Флоренция. В последните години от живота си доверява на един монах: 
| „ | Ако можех да напиша всичко, щях да изумя света. | “ |

## Произход
Катерина е извънбрачна дъщеря на Галеацо Мария Сфорца (* 1444, † 1476), 5-и херцог на Милано, и на любовницата му Лукреция Ландриани (* ок. 1440). Нейни дядо и баба по бащина линия са миланския херцог Франческо I Сфорца и Бианка Мария Висконти, а по майчина са неизвестни. Тя има двама братя и една сестра:
- Карло (* 1461, † 1483), граф на Маджента (1476), господар на Кастеджо, съпруг на Бианка Симонета
- Алесандро (* 1465, † 1523), господар на Франкавила (1487), временен губернатор на Краля на Неапол, съпруг на Барбара от графовете Балбиани ди Валкиавена
- Киара (* 1467, † 1531), съпруга на Пиетро II Дал Верме, 2-ри граф на Сангуинето и господар на Виджевано, и на на Фрегозино Фрегозо, граф на Нови, генуезки патриций.

Освен това има двама полубратя и две полусестри от брака на баща ѝ с Бона Савойска, двама полубратя от извънбрачната му връзка с Лучия Марлиани, както и един полубрат и една полусестра от брака на майка ѝ с Джан Пиеро Ландриани.

## Биография

### Детство
Смята се, че Катерина живее в първите няколко години от живота си със семейството на родната си майка. Връзката между майка и дъщеря никога не прекъсва: Лукреция всъщност следва растежа на Катерина и винаги е близо до нея в решаващите моменти от живота ѝ, дори през последните ѝ години, прекарани във Флоренция.
Едва след като става херцог на Милано през 1466 г. след смъртта на баща си Франческо, Галеацо Мария Сфорца прехвърля в двора четирите си деца от Лукреция. Обществото от онези времена гледа на многото деца като на нещо позитивно, дори и да са извънбрачни, и те често са узаконявани, както е в случая и с Катерина и нейните братя. Те са поверени на баба им Бианка Мария Висконти и по-късно всички са осиновени от Бона Савойска, която се омъжва за него през 1468 г.
В двора на Сфорца, посещаван от писатели и художници, където има атмосфера на голямо културна откритост, Катерина, Киара и братята им получават в съответствие с обичаите на времето същия вид хуманистичното образование, състоящ се от изучаване на латински език и от четене на класически произведения, присъстващи в големи количества в добре заредената херцогска библиотека.
Благодарение на баба си Бианка Мария Катерина полага основата на качества, които по-късно демонстрира, особено предразположеността си към управлението и боравенето с оръжия, със съзнанието, че принадлежи към род на славни воини. Тя помни дълго време голямата привързаност, която мащехата ѝ Бона проявява към децата на съпруга ѝ преди брака, потвърдена от кореспонденцията между нея и Катерина, след като последната напуска миланския двор.
Херцогското семейство пребивава както в Милано, така и в Павия и често отсяда в Галиате или в Кузаго, където Галеацо Мария се посвещава на лов и където най-вероятно самата Катерина се научава да ловува – страст, която я съпътства през целия ѝ живот.

### Първи брак
През 1473 г. Катерина се омъжва за Джироламо Риарио – син на Паоло Риарио и Бианка дела Ровере, сестра на папа Сикст IV. Тя замества 11-годишната си братовчедка Констанца Фолиани, която според някои исторически източници е отхвърлена от младоженеца. Това е породено от искането на майката на момичето Габриела Гондзага бракът да бъде консумиран, само когато дъщеря ѝ стане пълнолетна (т.е. на 14 години), докато Катерина, въпреки че е само на 10 г., се съгласява с исканията на младоженеца. Според други източници обаче бракът на Катерина и Джироламо е отпразнуван през 1473 г., но е консумиран едва след 13-ия рожден ден на булката, без да се добавят причините, поради които преговорите за брака на Констанца се провалят.
Сикст IV купува Синьория Имола, по-рано град Сфорца, от херцога на Милано Галеацо Мария Сфорца и го дава на Джироламо. През 1477 г. Катерина тържествено влиза в града. След това тя се присъединява към съпруга си в Рим, като преди това спира за седем дена в село Дерута. Джироламо Риарио, родом от Савона, живее в Рим вече няколко години в служба на чичо си папата.
Катерина ражда на Джироламо шест деца, между които Отавиано Риарио.

### Първи престой в Рим
Рим в края на 15 век е град в преход между Средновековие и Ренесанс, който впоследствие става най-важният художествен център. Когато Катерина пристига там през май 1477 г., намира доста оживена културна среда. Докато Джироламо се занимава с политика, тя бързо навлиза в живота на римската аристокрация благодарение на своето непринудено и харесвано държание. Участва в танци, обеди и ловни партита, в които участват и художници, философи, поети и музиканти от всички краища на Европа. Тя, както казва кореспонденцията от този период, започва веднага да се чувства важна в новата си роля: възхищават ѝ се като една от най-красивите и елегантни жени и е обичливо хвалена от целия социален кръг, включително и от Папата. Скоро Катерина от девойка се превръща в търсен посредник между двора на Рим и този на Милано, както и други италиански тронове.
След преждевременната смърт на брата на Джироламо – кардинал Пиетро Риарио Сикст IV запазва за Джироламо водеща позиция в своята политика на експанзия, особено в ущърб на град Флоренция. Съпругът на Катерина увеличава мощта си ден след ден, а също и жестокостта към враговете си. През 1480 г. папата, за да получи голям контрол над Романя, преостъпва на племенника си Синьория Форли, останала вакантна, в ущърб на семейство Орделафи. Новият господар се опитва да спечели популярност с политиката си на изграждане на обществени сгради и с премахването на няколко данъка.

### Във Форли и Имола

#### Триумфално влизане на сем. Риарио-Сфорца
Пристигането на новите господари във Форли е предшествано от идването на тяхното имущество, което дефилира в продължение на осем дена на гърба на мулета, покрити със сребърни и златни платове, и с герб с розата на Риарио и със змията (или дракона) на Висконти, следвани от пълни със сандъци колесници. Градските комисари отиват да посрещнат Джироламо и Катерина, като ги спират в Лорето, и на 15 юли 1481 г. шествието стига на една миля от града. Там те са посрещнати под балдахин от облечени в бяло деца, размахващи маслинови клонки, и от млади представители на благородничеството в златни одежди. Когато стигат до Порта Котони, срещат епископ Алесандро Нумай и им са дадени ключовете на града. При влизането си в града ги посреща алегорична каруца, пълна с деца, представляващи Грациите, а на градския площад намират изкуствен жираф в естествен размер. Шествието преминава през триумфална арка с алегориите на Крепостта на справедливостта и на Умереността. След това то продължава до катедралата „Санта Кроче“, където Джироламо е взет на ръце и отнесен до църквата, където се декламира „Слава тебе, Господи“. Напускайки църквата, те се връщат на градския площад, където Катерина е отнесена на ръце до залите от група обикновени хора. Джироламо Риарио потвърждава вече обещаните облаги и добавя към тях премахването на данъка върху зърното. Следват почерпка с торти и захаросани бадеми, и танци. На следващия ден има рицарски турнир, в който участват римски благородници от свитата на Риарио, както и представяне на превземането на Отранто от турците през август 1480 г., в което участват 240 мъже.
На 12 август семейство Риарио-Сфорца влиза в Имола, след като е посрещнато от градските власти на брега на река Сантерно.

#### Дипломатическо пътуване до Венеция
На 2 септември 1481 г. сем. Риарио-Сфорца заминава за Венеция. Официалната причина е опитът за включване на Венецианската република във военните операции, насърчавани от папа Сикст IV срещу турците, превзели Отранто. Истинската мотивация на дипломатическата мисия вместо това е да я убедят да се съюзи с папата, за да прогони семейство Есте от Ферара, което да бъде включена в имотите на Риарио, като в замяна получи Реджо и Модена. Всъщност Ерколе I д’Есте, въпреки че официално е васал на Църквата, е от кондотиерите в службата на Медичите срещу папските войски и затова е отлъчен от църквата. В същото време херцогът на Ферара не е харесван от венецианците заради брака му с Елеонора Арагонска, който засилва отношенията му с Неаполското кралство, техен враг.
Шествието тръгва от Равена и след като минава през Киоджа, стига до Маламоко, където е посрещнато от дожа Джовани Мочениго на ладия със 115 венециански благородници, облечени пищно и украсени със скъпоценности. Както често правят, венецианците не пестят разходи и се отнасят с уважение към гостите си, без обаче да приемат предложението им. На следващата година Венецианската република се опитва да открадне Ферара от Есте, но не успява в опита си, макар че все пак успява да си осигури Ровиго и солниците в Полезине.

#### Неуспешен заговор на занаятчиите
През октомври 1480 г. двама свещеници и двама роднини на кастелана на Форли (подкрепян от 60 въоръжени мъже) замислят заговор срещу сем. Риарио-Сфорца, за да получат контрол над крепостта Равалдино и да я предадат на сем. Орделафи. Джироламо и Катерина, макар и официално господари на града, все още не са го завладели и през онези месеци са в Рим. Планът се проваля, тъй като трети свещеник го издава на управителя на града, който информира Риарио. Двамата роднини на кастелана са обесени, а двамата свещеници са заточени в Марке и по-късно освободени.
Месец по-късно Орделафи замислят втори заговор. На 13 декември три каруци, пълни с покрити със слама оръжия, трябва да отидат на Порта Скиавония, да я завладеят и да влязат в града, вдигайки хората в полза на свалените господари на Форли. Заговорът е разкрит и на 22 декември петима мъже са обесени на прозорците на кметството, а трима други са прогонени от града, преди да бъдат помилвани от Риарио.
След пристигането на новите господари в града и въпреки даренията и обществените дейности, насърчавани от тях, занаятчиите от Форли замислят трети заговор. Те се събират в църкватата Пиеве ди Сан Пиетро в Тренто, за да убият Джироламо и Катерина и да възстановят Орделафи. Заговорът има подкрепата не само на Орделафи, но и на Галеото Манфреди от Фаенца, на Джовани II Бентивольо от Болоня и най-вече на Лоренцо Великолепни, който възнамерява да си отмъсти за заговора на Паци. Атаката трябва да бъде извършена при завръщането на господарите от Имола, където са отишли на връщане от пътуването си до Венеция. Изтича обаче информация, което води до провала на плана и от този момент съпругът на Катерина Джироламо Риарио решава да засили въоръжения си ескорт. На следващия ден той отива на литургия в абатство „Сан Меркуриале“ заедно с Катерина, заобиколен от 300 въоръжени стражи.
Нямайки доверие в хората, през следващите месеци новите господари на Форли се показват все по-рядко извън двореца им. На 14 октомври 1481 г., след като прехвърлят дрехи и ценности в по-стабилната Имола, те заминават за второто си пътуване до Рим. На 15 ноември петима души са обесени в кметството, а други са заточени или принудени да плащат глоби, парите от които са дарени на катедралата „Санта Кроче“.

### Втори престой в Рим

#### Битка при Кампоморто и нападение над Форли
През май 1482 г. венецианската армия, водена от Роберто Сансеверино, атакува Херцогство Ферара. Неаполитанското кралство изпраща войски в помощ на сем. Есте под командването на Алфонсо Арагонски, херцог на Калабрия, но папа Сикст IV му пречи да влезе в Папската държава. Арагонците се разполагат на лагер в Гротаферата, докато папската армия, водена от Джироламо Риарио, се придвижва към врага, спрял в Сан Джовани ин Латерано. Военната неопитност на Риарио, съчетана с неговия разврат и забавяне на заплащането, увеличават липсата на дисциплина в армията му, която започва да граби римската провинция и да я подлага на всякакви видове насилие. Сикст IV, за да разреши ситуацията, иска помощ от венецианците. Те му изпращат Роберто Малатеста, син на Сиджизмондо – господар на Римини. Малатеста провокира неаполитанската армия, докато тя не е принудена да приеме битка на 21 август при Кампоморто, където след шест часа боеве той успява да я обкръжи, убивайки над 2000 мъже и залавяйки 360 неаполитански благородници. По време на войната слабосърдечният Джироламо остава да пази лагера. По време на военната кампания Катерина остава в Рим, където хората я виждат да се моли, да посещава светилища, да се подлага доброволно на телесно покаяние и да дарява пари на бедните.
Междувременно Форли е в ръцете на епископа на Имола, с прословуто слаб и импулсивен характер. За пореден път от това се възползват Медичите, Орделафи, Манфреди и Бентивольо, и събират малка армия, която напада града, опитвайки се да го превземе изненадващо. Форли се защитава смело и я отблъсква. Томазо Фео, кастелан на Равалдино, изпраща пратеници да информират Риарио. Риарио праща на помощ Джан Франческо да Толентино, който прогонва останките от вражеските войски, нападащи провинцията около Форли и Имола.

#### Гражданска война в Рим
Роберто Малатеста умира от малария или отрова на 10 септември, след като триумфално влиза в Рим и е приветстван като освободител. Джироламо Риарио със смъртта на Малатеста се надява да успее да се докопа до Синьория Римини, но флорентинците принуждават папата да признае за наследник извънбрачния му син Пандолфо IV Малатеста, едва на седем години.
През следващите месеци Риарио се налага все повече и повече като новия тиранин на Рим, в съюз с Орсини и в контраст с Колона и Савели, предизвиквайки гражданска война. Той не връща определени дългове, които е натрупал, разрешава на войниците си да грабят църкви и дворци на противниковите семейства, дори успява да залови и изтезава Лоренцо Колона, когото кара да обезглавят в Кастел Сант Анджело, въпреки че семейството му е обещало да му предостъпи Марино, Рока ди Папа и Ардеа.

#### Превземане на Кастел Сант Анджело
На 6 януари 1483 г. папа Сикст IV основава свещена лига заедно с Есте, Сфорца, Гондзага и Медичи срещу Венцианската република, която е нападнала Херцогство Ферара, и отлъчва нейния Съвет на Прегади. В лигата участва дори Неаполитанското кралство, срещу което папата воюва предходната година. Джироламо Риарио е определен за един от генералните капитани и заедно със съпругата си заминава за Форли, където пристига на 16 юни. Операциите продължават до октомври, когато Риарио-Сфорца, след като е уведомен за безкрайния заговор на Орделафи да ги убие и по настояване на папата, решава да се върне в Рим, оставяйки Форли в ръцете на губернатора Джакомо Бонарели. На 2 ноември заговорниците са обесени в кметството. На 7 август 1484 г. е сключен Мирът в Баньоло, с който венецианците запазват контрола над Полезине и Ровиго, отстъпвайки на Есте Адрия и няколко други окупирани от тях градове. Закъснелият опит на Сикст IV да ограничи венецианците се проваля. През нощта между 12 и 13 август папата умира. При новината за смъртта му всички претърпели несправедливост от сътрудниците му по време на неговия понтификат започват да грабят, внасяйки безпорядък и ужас по улиците на Рим. Резиденцията на Риарио – Палацо Орсини в Кампо дей Фиори, е нападната и почти унищожена.
Семейство Риарио-Сфорца научава за смъртта на папата, докато е в лагера в Палиано. Светият колегиум им нарежда да се оттеглят с армията на Малвийския мост и Джироламо пристига там на 14 август. Катерина обаче не е на същото мнение и същата вечер тя язди заедно с Паоло Орсини до замъка Сант Анжело, окупирайки го от името на съпруга си, след като убеждава гарнизона да я пусне. Нарежда да насочат топове срещу Ватикана, да укрепят входовете и прогонва заместник-кастелана Иноченцо Кодрончи заедно с всички останали имолийци. Контролът на крепостта ефективно гарантира този на града и следователно възможността за натиск върху колегиума да избере папа, добре предразположен към Риарио. Напразно се опитват да убедят Катерина да напусне крепостта.
Междувременно в града вълненията се увеличават и освен народът започват да грабят и милициите, пристигнали вследствие на кардиналите. Някои от тях не искат да присъстват на погребението на Сикст IV и също отказват да влязат в конклава поради страх да не бъдат подложени на артилерийски обстрел от Катерина. Ситуацията е трудна, тъй като само изборът на новия папа ще сложи край на насилието, бушуващо в града.
Междувременно Джироламо е с армията си на стратегическо място, но не предприема решителни действия. Светият колегиум по убеждаване на Джулиано дела Ровере (бъдещият папа Юлий II) го моли да напусне Рим до сутринта на 24 август, като му предлага в замяна сумата от 8000 дуката, обезщетение за щети по имуществото му, потвърждение на господството му над Имола и Форли и длъжността генерал-капитан на Църквата. Джироламо приема, но Катерина няма намерение да се предаде толкова лесно. Когато е уведомена за решенията на съпруга си, тя тайно кара 150 други пехотинци да влязат в замъка и да се подготвят за съпротива, като сочи неразположението от бременността ѝ като причина да не изостави крепостта. След това, подигравайки се в Светия колегиум и за да повдигне духа на войниците, организира партита и банкети. Кардиналите, унизени и ядосани от отношението ѝ, отиват отново при Джироламо, като го заплашват да не спазят уговореното, ако съпругата му не напусне веднага крепостта.
Вечерта на 25 август осем кардинали, включително чичо ѝ Асканио Мария Сфорца, се представят пред замъка Сант Анджело. Катерина им позволява да влязат и след преговори решава да напусне замъка след дванадесет дни съпротива със семейството си, придружена от пехотинци. По този начин Светият колегиум успява да се срещне на конклава.

### Форли

#### Данъчна политика на Джироламо Риарио
По пътя за Форли Риарио научава за избора на папа, техен противник: Инокентий VIII, който потвърждава пред Джироламо господството му над Имола и Форли и назначаването му за генерал-капитан на папската армия. Това последно назначение обаче е само формално, понеже папата всъщност освобождава Джироламо от Рим, лишавайки го от всякаква ефективна функция, а също и от възнаграждение. Въпреки липсата на доходи Джироламо не подновява плащането на данъци, от които жителите на Форли са освободени. Той завършва крепостта Равалдино, една от най-големите крепости в Италия, като строи нов и голям ров около замъка и казармите, способни да побере до две хиляди мъже и стотици коне.
На 30 октомври 1484 г. Катерина ражда Джовани Ливио, а на 18 декември 1485 г. Галеацо Мария, който носи името на баща ѝ.
В края на 1485 г. публичните разходи стават твърде много и Джироламо, под силния подтик на члена на Съвета на старейшините Николо Пансеко, реорганизира данъчната политика, като връща премахнатите по-рано мита. Тази мярка е възприета от населението като прекомерна и много скоро Джироламо си създава врагове във всички класи на своите градове. Към затягането на данъците, което засяга главно занаятчийската класа и собствениците на земя, се добавя недоволството на семействата, пострадали от властта на рода Риарио, който задушава всички малки въстания в града, а има и такива, които се надяват Синьорията скоро да бъде превзета от други сили като Флоренция например. В този климат на всеобщо недоволство сред благородниците на Форли узрява идеята за сваляне на сем. Риарио с подкрепата на новия папа и на Лоренцо де Медичи. В края на 1485 г. Лоренцо де Медичи кара Тадео Манфреди да опита да завземе Имола, което обаче се проваля. Всичките тринадесет шпиони от Имола са екзекутирани.

#### Заговор на Рофи
През септември 1486 г. Джироламо Риарио все още се възстановява след 4-месечно заболяване. Катерина, която е в Имола, научава от пратеник на Доменико Ричи, управител на Форли, че Рофи – селяни от Рубиано са превзели Порта Котони, само за да бъдат отблъснати от градската охрана. Петима от тях са обесени, а останалите са заловени и затворени. Катерина отива лично във Форли и иска да разпита всички отговорни. Тя открива, че зад заговора стоят Орделафи и след като съпругът ѝ дава позволение, кара капитана на охраната, загубил Порта Котони, да обеси шестима от тях, а останалите да освободи.

#### Заговор на Орси
В началото на 1488 г. Джироламо Риарио е изправен пред нарастващото недоволство както на селяните, така и на гражданите на Форли, причинено от увеличаването на данъците. Искрата, която води до смъртта му, е по време на Великия пост, когато той напразно се опитва да си върне кредита от 200 златни дуката от Кеко Орси. Орси, благородническо семейство от Форли, първоначално се възползват от великодушието на Риарио и през 1482 г. Лудовико – брат на Кеко става сенатор благодарение на препоръката на Джироламо. Лоренцо де Медичи обаче успява да ги привлече на своя страна и замисля нов заговор срещу Риарио, разчитайки на Галеото Манфреди, господар на Фаенца. Скоро към двамата братя Орси се присъединяват Джакомо Ронки – командир на охраната на Форли и Лудовико Пансечи – един от участниците в заговора на Паци, тъй като Риарио отдавна изостава със заплатите.
На 14 април Ронки отива в Общинската палата, където убеждава племенника си Гаспарино, камериер на Риарио, да го предупреди, като махне с шапка от един от прозорците когато графът седне да вечеря. На залез слънце съзаклятниците се събират на площада в очакване на договорения сигнал, след което се насочват към стълбището, които се качват необезпокоявани нагоре до Залата на нимфите. Кеко Орси влиза пръв и вижда, че графът е подпрян на перваза на един от прозорците, а с него са камериерът Николо да Кремона, канцлерът Джироламо да Казале и неговият роднина Корадино Фео. Джироламо любезно приветства Орси, който се преструва, че му показва писмо, с което възнамерява да го увери за предстоящото погасяване на дълга. Щом Джироламо се протяга да вземе писмото, той вади скрит нож и го ранява в десния нагръдник. Джероламо се опитва да се скрие под масата и след това да избяга в стаите на жена си. Орси няма смелост да го последва, но Ронки и Пансечи влизат и го убиват с кинжал.
Тримата гости на графа бягат, а Корадино Фео се втурва в стаите на Катерина. Сфорца заповядва на слугите да убият заговорниците и да кажат на Томазо Фео да не предава крепостта Равалдино по някаква причина, дава им две писма за дворовете на Милано и Болоня и накрая залоства вратите на стаята, в която се намира със синовете. Междувременно Гаспарино, слизайки по стълбището, предупреждава Лудовико Орси за смъртта на Риарио и той веднага се качва в залата заедно със своите съзаклятници, където се сблъсква със слугите на Риарио, като успява да ги прогони. В крайна сметка Орси успяват да проникнат в стаята на Катерина и я залавят заедно със сестра ѝ Стела и техните деца. Скоро градският площад е изпълнен с въоръжени хора, които обявяват Орси за освободители. Тълпата убива Антонио да Монтекио, началник на полицията, след което няколко души се качват в двореца и хвърлят тялото на Риарио, а двата трупа са съблечени и осакатени. Накрая телата са събрани и отнесени в църквата „Корпус Домини“. Кметството на Форли е разграбено.

#### Измамата на Катерина
След заговора се събира Съветът на магистратурата. Кеко Орси си представя един автономен Форли, свободен от всякаква външна власт. Ръководителят на Съвета Николо Торниели обаче го предупреждава да се отнася с уважение към Катерина от страх от репресии от Миланското херцогство и предлага да предадат града на Църквата в лицето на кардинал Джовани Батиста Савели. Съветът приема това и незабавно изпраща писмо до Савели.
На следващия ден кардиналът взема града, среща се с Катерина в дома на Орси и след това им казва да я прехвърлят в Порта Сан Пиетро, като я поверяват на гарнизон от 12 пазачи, които всъщност са лица на Сфорца. След това Орси водят Катерина пред крепостта Равалдино, заплашвайки да я убият, ако Томазо Фео не се предаде. Преструвайки се, Катерина се опитва да убеди кастелана, който, както е уговорено, е непреклонен дори когато Ронки заплашва да я намуши.
На следващия ден същата сцена се повтаря пред Порта Скиавония. Тогава Катерина е заключена със седемте си деца, сестра си Бианка, майка ѝ Лукреция Ландриани и бавачките в кулата над Порта Сан Пиетро. Тя моли Андреа Бернарди, нейният слуга и историк от Форли, да отиде в крепостта и да докладва на Франческо Ерколани план, с който да може да влезе при нея. Според плана Ерколани трябва да извика монсеньор Савели, уж за да му предаде крепостта, стига да може да говори насаме с Катерина, за да получи заплатата си и да получи удостоверение, благодарение на което да не изглежда като страхливец или предател. Савели и Съветът се съгласяват, докато Орси отказват и предлагат диалога да се проведе на публично място.
На следващия ден Орси връщат Катерина пред крепостта и тя моли Фео да я пусне. Кастеланът, следвайки заповедите ѝ, казва, че иска да говори с нея, стига тя да влезе сама в крепостта и да остане там не повече от три часа, докато останалата част от семейството ѝ останат заложници на Орси. Ерколани се скарва с Орси, но в крайна сметка Савели заповяда да я пуснат. Катерина тръгва триумфално по подвижния мост и когато стига до вратата, се обръща и им прави неприличен жест. Веднъж в крепостта, Катерина обръща всички оръдия по посока на главните сгради на града, готова да го срине със земята, ако семейството ѝ бъде докоснато, след което отива да си почине. След три часа Орси и Савели разбират, че са били изигравани и са принудени да се върнат в града. Те отиват до Порта Сан Пиетро, вземат семейството ѝ и се връщат в крепостта, където ги карат да минат един по един, принуждавайки ги да молят господарката да върне крепостта. Фео не се поддава и изстрелва няколко изстрела, прогонвайки Орси, Савели и останалата част от тълпата.
За епизода се ражда и легенда, чиято историческа основа не е сигурна, тъй като нито Кобели, нито Бернарди, които са преки свидетели, говорят за това: Катерина, застанала на стените на крепостта, отговоря на Орси, които заплашват да убият децата ѝ: „Направете го, ако искате: обесете ги пред мен – и като вдигна полите им и показва с ръка срамните си части, казва: тук имам достатъчно, за да направя още!" Изправени пред толкова много смелост, Орси не посмяват да докоснат децата ѝ.

#### Пристигане на армията на Сфорца
На 18 април пратеник на сем. Бентивольо пристига във Форли, нареждайки на Савели да предаде властта над града и децата на Катерина, под страх от отмъщението на Лудовико Мавъра. Кардиналът се съгласява да освободи децата, но не и града. Искането е подновено през следващите дни и Савели решава да прехвърли майката и децата на Катерина в Чезена и да изгони от града всички, на които няма доверие.
На 21 април пристига вестител на херцога на Милано, придружен от вестител на Бентивольо с молба да може да види децата на Катерина. Орси отговарят, че са ги убили и затворили, но те са освободени на следващия ден под натиска на нов пратеник. Междувременно Бентивольо събират малка армия близо до Кастел Болонезе и очакват пристигането на Сфорца. На 26 април Орси и Савели откриват огън по крепостта Равалдино, причинявайки леки щети; кастеланът отвръща с топовен обстрел на града. На следващия ден, вярвайки, че Катерина е обречена, Батиста да Савона – кастелан на Форлимпополи отстъпва града на Савели за 4000 дуката.
На 29 април армията на Сфорца от общо 12 хил. души се разполага на лагер в Косина до Фаенца на половината път между Фаенца и Форли. Тя е ръководена от генерал-капитана Галеацо Сансеверино, от Джовани Пиетро Карминати ди Брамбила (известен като Бергамино), от Родолфо Гонзага, маркиз на Мантуа и от Джовани II Бентивольо, господар на Болоня. Джовани Ландриани е изпратен да се опита да убеди за последен път Савели и хората от Форли да предадат града и господството на Катерина. Савели отказва да приеме условията и Орси излъгва за предстоящото пристигане на папската армия, водена от Николо Орсини. След това армията на Сфорца се насочва срещу Форли, за да я атакува и разграби, но Катерина, с която той е в постоянен контакт, предлага да спрат пред портите на града, за да го тероризират. Тогава тя кара да изстрелят с оръдия копия с увити плакати, подбуждащи хората към бунт срещу Орси. Орси, обзети от отчаяние, събират 50 мъже заедно с Ронки и Пансечи и се опитват да накарат гарнизона на Порта Сан Пиетро да им даде децата на Катерина. Гарнизонът им отказва и започва да ги обстрелва със стрели и камъни, принуждавайки ги да отстъпят. След като събират цялото злато и скъпоценности, които могат да носят, Орси и 15 други заговорници бягат от Форли късно през нощта. Савели остава в града.

#### Господарка на Имола и Форли
На 30 април 1488 г. Катерина започва своето управление от името на най-големия си син Отавиано, признат от всички членове на Общината и от ръководителя на магистратите за новия господар на Форли на същия ден.
Първият акт на нейното управление е отмъщението за смъртта на съпруга ѝ, според обичая на времето. Тя иска всички замесени хора да бъдат затворени, сред които и губернаторът на папата монсеньор Савели, всички папски генерали, кастелана на крепостта Форлимпополи заради факта, че я е предал, а също и всички жени от рода Орси и другите семейства, подкрепили заговора. Доверени войници и шпиони търсят навсякъде, из цяла Романя всеки от заговорниците, успели да избягат. Къщите, собственост на затворените, са изравнени със земята, а ценностите са раздадени на бедните.
На 30 юли пристига новината, че папа Инокентий VIII е предоставил на Отавиано официалната инвеститура на неговата държава „до края на линията“. Междувременно кардиналът на Сан Джорджо Рафаеле Риарио отива във Форли, официално, за да защити децата на Джироламо, но всъщност, за да повлияе на управлението на Катерина.
Младата графиня лично се занимава с всички въпроси, свързани с управлението на нейната „държава“, както публични, така и частни. За да укрепи властта си, тя разменя подаръци с господарите на съседните държави и провежда брачни преговори за децата си, следвайки обичаите на времето, според които сключването на добър брачен съюз е отличен начин за управление. Тя ревизира данъчната система, като намалява и премахва някои мита, и също така контролира всички разходи, дори и най-нищожните. Участва пряко както в обучението на своите милиции, така и в закупуването на оръжия и коне. Тя също така намира време да се интересува от пране и шиене. Нейното намерение е да накара живота в градовете да върви по подреден и спокоен начин и поданиците ѝ показват признателност за усилията ѝ.
Държавата на Форли и Имола е малка, но поради географското си положение има определено значение в политическата динамика. През тези години има значими събития, които променят политическата рамка на цяла Италия. На 8 април 1492 г. умира Лоренцо Великолепния, чиято проницателна политика държи под контрол претенциите и съперничеството на различните италиански държави. На 25 юли е ред на папа Инокентий VIII, който е заменен от кардинал Родриго Борджа с името на Александър VI. Изборът му изглежда благоприятно събитие за държавата на Катерина, тъй като през периода, през който съпрузите Риарио живеят в Рим, кардиналът често посещава дома им, а също така е кръстник на най-големия им син Отавиано.
Тези събития пряко застрашават стабилността и мира в Италия. Със смъртта на Лоренцо Великолепни търканията между Миланското херцогство и Неаполското кралство се възпламеняват, до кризата от септември 1494 г., когато, подбуден от Лудовико Мавъра, френският крал Шарл VIII отива в Италия, претендирайки за Неапол като наследник на Анжуините. Първоначално дори папа Александър VI е за тази намеса.
По време на конфликта между Милано и Неапол Катерина, която знае, че се намира в стратегическо положение на принудително преминаване за всеки, който иска да отиде на юг, се опитва да остане неутрална. От една страна е нейният чичо Лудовико, който ѝ пише да се съюзи с Шарл VIII, а от другата страна е кардинал Рафаеле Риарио, който подкрепя краля на Неапол, подкрепян и от папата, променил мнението си. След срещата им на 23 септември 1494 г. Катерина е убедена от херцога на Калабрия Ферандино II Арагонски да подкрепи крал Алфонсо II Неаполитански и се готви да защитава Имола и Форли.
Т. нар. Разграбване на Мордано, който се случва между 20 и 21 октомври, причинява разрива между Катерина и Ферандино II. Между 14 и 16 хил. французи се събират около град Мордано, за да го обсадят и в същото време да хванат в капан Ферандино, който разполага с по-малка военна сила. Затова той, по съвет на своите генерали, решава да не отговаря на молбите на графинята за помощ. Катерина, много ядосана, се смята за предадена от неаполитанските съюзници и преминава на страната на французите, които опустошават нейните земи и поданици. Затова Ферандино, след като научава за новината, е принуден с неговите мъже да напусне Фаенца под проливния дъжд и да хване пътя за Чезена.
Въпреки това крал Шарл VIII предпочита да избягва Романя и пресича Апенините, следвайки пътя за прохода Чиза. Той завладява Неапол само за тринадесет дни. Този факт плаши италианските принцове, които, притеснени за независимостта си, се събират в антифренска лига. Шарл VIII е принуден бързо да изкачи полуострова и да се укрие след тактическата, но безполезна победа при Форново, първо в Асти, а след това във Франция. По този повод Катерина успява да остане неутрална. Не участва в прогонването на французите и поддържа както благоволението на Миланския херцог, така и това на папата.

### Втори брак
Два месеца след смъртта на Джироламо се разпространява слухът, че Катерина е на път да се ожени за Антонио Мария Орделафи, който е започнал да я посещава и, както съобщават хронистите, всички забелязват, че тези посещения стават все по-продължителни и по-чести. С този брак претенциите на семейство Орделафи към град Форли трябва да приключат. Самият Антонио Мария пише на херцога на Ферара, че графинята му е дала обещания за това. Когато Катерина разбира как стоят нещата, тя затваря всички виновници за слуховете. Тя се обръща и към Венецианския сенат, който изпраща Антонио Мария във Фриули, където той остава затворен в продължение на десет години.
Като вдовица тя има няколко любовника, между които Джакомо Фео, от когото има един син Бернардино. Джакомо Фео е 20-годишният брат на Томазо Фео – кастеланът, останал ѝ верен в дните след убийството на съпруга ѝ. Катерина се омъжва тайно за него, за да не загуби закрилата на децата и съответно управлението на държавата. Всички хроники от този период съобщават как Катерина е лудо влюбена в младия Джакомо. Страхуват се също, че тя иска да отнеме държавата от сина си Отавиано, за да я даде на любимия си.
Междувременно властта на Джакомо се увеличава драстично и той е мразен от всички, дори от децата на Катерина. На 27 август 1495 г. вечерта Джакомо е нападнат и смъртно ранен, ставайки жертва на заговор, за който знаят и децата на графинята. Но Катерина не знае нищо и отмъщението ѝ е ужасно. Когато първият ѝ съпруг умира, отмъщението е според критериите на тогавашната справедливост, но сега тя следва инстинкта, заслепена от гняв, че е загубила мъжа, когото обича. Фео е жесток и мразен, и е убит пред очите ѝ, след което Катерина заповядва да убият всички заговорници с техните семейства, жени и деца.

### Трети брак
През 1496 г. посланикът на Република Флоренция Джовани де Медичи, известен като ил Пополано, пристига в двора на Катерина. Син на Пиерфранческо Стари, той принадлежи към кадетския клон на семейство Медичи. С брат си Лоренцо е изпратен в изгнание поради откритата си враждебност към братовчед им Пиеро де Медичи Злочестия – наследник на баща си Лоренцо Великолепни в управлението на Флоренция. Когато през 1494 г. френският крал Шарл VIII се идва в Италия, Пиеро е принуден да се предаде безусловно, което позволява на французите да напредват свободно към Кралство Неапол. Флорентинският народ възстава, гони Пиеро и обявява републиката. Джовани и брат му успяват да се върнат в града. Те се отричат от фамилното име и взимат това на Пополано („Народния“). Републиканското правителство назначава Джовани за посланик във Форли и за комисар на всички владения в Романя на Флоренция.
Малко след като отдава почит на графинята като посланик, Джовани е настанен с цялото си обкръжение в апартаментите, съседни на тези на Катерина в крепостта Равалдино Слуховете за евентуален брак между Джовани и Катерина и за това, че синът ѝ Отавиано Риарио е приел договор за кондотиерство от Флоренция, заплашена от венецианците, тревожат всички принцове на Свещената лига на папа Сикст IV, а също и Херцога на Милано.
Катерина не може да запази в тайна този трети брак от чичо си Лудовико. Ситуацията е различна от предишната, тъй като тя получава одобрението на децата си и на чичо си. От брака се ражда син, който е кръстен Лудовико в чест на херцога на Милано, но по-късно става известен с името Джовани дале Банде Нере.
Междувременно положението между Флоренция и Венеция се влошава и Катерина, която винаги се е намирала на пътя на армиите, се подготвя за защита. Тя също праща на помощ във Флоренция контингент рицари, воден от най-големия ѝ син, придружаван от доверени мъже, които самата тя е инструктирала, и от втория му баща. Джовани де Медичи обаче се разболява сериозно и трябва да напусне бойното поле, за да отиде във Форли. Там въпреки лечението състоянието му се влошава и той е преместен в Санта Мария в Баньо, където се надява на чудотворните води. 30-годишният мъж умира на 14 септември 1498 г. в присъствието на Катерина, която е повикана да отиде при него спешно. Техният брачен съюз дава началото на династичната линия на великите князе Медичи, която изчезва с Анна Мария Луиза през 1743 г. От брака на Джовани дале Банде Нере с Мария Салвиати (дъщеря на Лукреция де Медичи от главния клон на Медичи) се ражда Козимо I де Медичи, втори херцог на Флоренция и първи велик херцог на Тоскана.

#### Защита срещу Венеция
Връщайки се незабавно във Форли, за да се погрижи за защитата на своите държави, Катерина се заема да ръководи военните маневри относно снабдяването с войници, оръжия и коне. Обучението на милициите се извършва от самата графиня, която, за да намери допълнителни пари и войски, не се уморява да пише на чичо си Лудовико, Република Флоренция и съседните съюзни държави. Само херцогът на Милано и този на Мантуа изпращат малък контингент войници.
След първото нападение от армията на Венеция, която нанася сериозни разрушения на окупираните територии, армията на Катерина успява да надделее над венецианците, включително над Антонио Орделафи и Тадео Манфреди – потомци на семействата, управлявали съответно Форли и Имола преди Риарио. След това войната продължава с малки битки, докато венецианците успяват да заобиколят Форли, за да стигнат до Флоренция по друг път. От този момент нататък в много хроники, свързани със земите на Романя, Катерина често е наричана Tygre.

### Завоевание на херцог Валентино
Междувременно френският трон е наследен от Луи XII, който твърди, че има права над Миланското херцогство, а също и над Кралство Неапол, съответно като потомък на Валентина Висконти и на Анжуйците. Луи XII, преди да започне кампанията си в Италия, си подсигурява съюза на Савойската династия, Венецианската република и папа Александър VI. Начело на силната си армия през лятото на 1499 г. той влиза в Италия, окупирайки цял Пиемонт, град Генуа и Кремона, без да се налага да се бие. На 6 октомври той се установява в Милано, изоставен предишния месец от херцог Лудвиг Савойски, който се укрива на територията на Тирол под закрилата на своя племенник Максимилиан I Хабсбург.
След смъртта на Джовани през 1498 г. Катерина с помощта на Лудовико Сфорца и флорентинците успява да извоюва победа в нападенията, преди всичко от венецианците. Папа Александър VI се ядосва на отказа ѝ неговата дъщеря Лукреция Борджа да се омъжи за сина ѝ Отавиано. На 9 март 1499 г. той дава Имола и Форли на своя син Чезаре Борджа, който напада Катерина с цялата си войска и 14 000 французи.
Александър VI се съюзява с краля на Франция в замяна на подкрепата му за създаването на кралство за неговия син Чезаре в земята на Романя. С тази цел той издава папска була, за да отмени инвестурите на всички феодали в тези земи, включително и на Катерина.
Когато френската армия напуска Милано с херцог Валентино (Чезаре Борджа), за да завладее Романя, Лудовико Сфорца отново завладява херцогството с помощта на австрийците.
За да се противопостави на пристигащата френска армия, Катерина търси помощ от Флоренция. Флорентинците обаче са заплашени от папата, който твърди, че ще им отнеме Пиза, така че тя остава сама в защитата си. Тя веднага започва да набира и обучава колкото се може повече войници и да се запасява с оръжия, боеприпаси и провизии. Кара да укрепят защитата на крепостите ѝ с важни постройки, особено тази на Равалдино, където живее и която се смята за непревземаема. Катерина също така изпраща децата си, които са добре дошли във Флоренция.
На 24 ноември Чезаре Борджа пристига в Имола. Вратите на града са незабавно отворени от жителите и той успява да ги завладее, след като завладява крепостта, където кастеланът се съпротивлява няколко дни. Като се има предвид случилото се в нейния малък град, Катерина специално пита хората от Форли дали искат да направи същото или иска да бъде защитена и в този случай да издържи обсадата. Тъй като те се колебаят, Катерина взема решението да съсредоточи всичките си отбранителни усилия върху крепостта Равалдино, оставяйки града на съдбата му.
На 19 декември Валентино завладява и Форли и обсажда крепостта. Катерина не се поддава на опитите да я убедят да се предаде, два пъти директно от херцог Валентино и един път от кардинал Рафаеле Риарио. Тя също така дава награда за главата на Чезаре Борджа в отговор на тази, която херцогът ѝ определил: 10 000 дуката и за двамата, живи или мъртви. Тя също така се опитва да плени Валентино като затворник, докато той е близо до крепостта, за да говори с нея, но опитът се проваля.
В продължение на много дни артилерията на двете фракции продължава да се бомбардира една друга: тази на Катерина нанася многобройни загуби на френската армия, без тя да може да наруши основната отбрана на крепостта. Това, което е разрушено през деня, е възстановено през нощта. Обсадените намират време и за песни и танци.
На самотната съпротива на Катерина се възхищават в цяла Италия. Самият Николо Макиавели съобщава, че има множество песни и епиграми в нейна чест, от които е оцеляла само тази на Марсилио Компаньон.
С течение на времето и без резултати Валентино променя тактиката. Той започва да бомбардира стените на крепостта непрекъснато, дори и през нощта докато след шест дни на обстрел не се отварят две големи прохода. На 12 януари 1500 г. решителната битка е кървава и бърза, а Катерина продължава да се съпротивлява и да се бие с оръжие в ръка, докато не е пленена. Сред заловените с нея благородници е и секретарят ѝ Маркантонио Балдракани от Форли. Катерина веднага се обявява за затворничка на французите, знаейки, че във Франция има закон, който пречи на жените да бъдат държани като военнопленнички.
Според Макиавели крепостта е зле построена, а отбранителните операции – лошо ръководени от Джовани да Казале.

### Рим
Чезаре Борджа получава попечителството на Катерина от генерал-командира на френската армия Ив д'Алегър, обещавайки, че тя ще бъде третирана не като затворничка, а като гостенка. Затова тя е принудена да тръгне с армията, която се готви да завладее Пезаро. Завладяването обаче трябва да бъде отложено поради Лудовико Мавъра, който отново завладява Милано на 5 февруари, принуждавайки френските войски да се върнат.
След това Валентино, оставен сам с папските войски, се насочва към Рим, където води и Катерина, която първоначално е оставена в двореца Белведере. Към края на март тя се опита да избяга, но е разкрита и е незабавно затворена в Кастел Сант Анджело.

#### Замък „Сант Анджело“
За да оправдае задържането на Катерина, папа Александър VI я обвинява, че е искала да го отрови с писма, импрегнирани с отрова, изпратени през ноември 1499 г. в отговор на папската була, която отнема на графинята нейния феод.
Дори и днес не се знае дали обвинението е основателно или не. Макиавели казва, че е убеден, че Катерина наистина се е опитала да отрови папата, докато други историци като Якоб Буркхарт и Фердинанд Грегоровиус не са толкова сигурни. Проведен е и съдебен процес, който обаче не приключва и Катерина остава в затвора в крепостта до 30 юни 1501 г., когато е освободена от Ив д'Алегър, дошъл в Рим с армията на Луи XII, за да завладее Кралство Неапол. Александър VI настоява Катерина да подпише документите за отказ от нейните държави, тъй като междувременно синът ѝ Чезаре, с придобиването на Пезаро, Римини и Фаенца, е номиниран за херцог на Романя.
След кратък престой в резиденцията на кардинал Рафаеле Риарио, Катерина тръгва на път към Ливорно, а след това и към Флоренция, където я очакват децата ѝ.

### Флоренция
В град Флоренция Катерина живее във вилите, които са на нейния съпруг Джовани, често отсядайки във вила Медичи ди Кастело. Тя се оплаква, че към нея не се отнасят добре и живее във финансови затруднения.
В продължение на няколко години води съдебна битка срещу своя зет Лоренцо за защитата на сина си Джовани. Джовани е поверен на чичо ѝ поради задържането му, но е върнат при нея през 1504 г., тъй като съдията признава, че задържането ѝ като военнопленница не е сравнимо със задържането поради извършване на престъпление.
Със смъртта на Александър VI на 18 август 1503 г. Чезаре Борджа губи цялата си власт. Всички възможности за връщане на старите феодали в Романя са налице отново в държавите, от които са изгонени. Катерина не губи време и полага големи усилия, изпращайки писма и доверени хора да се пледират за нейната кауза и тази на сина ѝ Отавиано до Юлий II Новият папа подкрепя възстановяването на господството на Риарио над Имола и Форли. Населението на двата града обаче се обявява до голяма степен против завръщането на графинята, така че държавата преминава у Антонио Мария Орделафи, който встъпва в длъжност на 22 октомври 1503 г.
Загубила всяка възможност да възстанови старата си сила, Катерина прекара последните години от живота си, посвещавайки се на децата си, по-специално на Джовани, който е най-малкият, на внуците си, на своите „експерименти“ и на социалния си живот, продължавайки да поддържат интензивна кореспонденция както с хората, които са я обичали в Романя, така и с роднини, живеещи в Милано.
През април 1509 г. Катерина се разболява сериозно от пневмония. Обявена е за излекувана, но внезапно се влошава и умира на 28 май на 46-годишна възраст. Погребана е в женския манастир „Деле Мурате“ във Флоренция пред главния олтар. По-късно племенникът ѝ Козимо I Медичи, велик херцог на Тоскана, иска да си спомни за нея и поставя надгробна плоча. През 1830-те години монахините са принудени да напуснат имота, а през 1845 г. той става затвор. От гроба ѝ не са останали никакви следи: останките ѝ са ексхумирани по време на преустройството, след което са разпръснати в неустановен момент.
В градската топономастика името на Катерина Сфорца се среща в няколко града: в Рим с площад, във Форли, Форлимпополи, Имола и Сан Мауро Пасколи с улици, в Милано с булевард.

## Брак и потомство
Омъжва се три пъти:
∞ 1. 1473 за Джироламо Риарио (* 8 февруари 1443, Савона; † 14 април 1488, Форли), син на Паоло Риарио и Бианка Деле Ровере, сестра на папа Сикст IV, господар на Имола (от 1473 г.) и на Форли (от 1480 г.), генерален капитан на Църквата, от когото има пет сина и една дъщеря:
- Бианка Риарио (* март 1478, Рим; † сл. 1522, Форли), ∞ 1. 1494 за Асторе III Манфреди (* 1485, † 1502), господар на Фаенца 2. 1503 за Тройло I де' Роси († 1521), 1-ви маркиз на Сан Секондо Парменсе през 1503 г ., от когото има девет деца.
- Отавиано Риарио (* 31 август/1 септември 1479, Рим; † 6 октомври 1523, Болоня), кондотиер, господар на Имола и Форли (1488 – 1499), впоследствие епископ на Витербо и Волтера
- Чезаре Риарио (* 24 август 1480, Рим; † 18 декември 1540, Падуа или Рим), архиепископ на Пиза и патриарх на Алесандрия
- Джовани Ливио Риарио (* 30 октомври 1484, Форли; † 1496)
- Галеацо Мария Риарио (* 4 декември 1485, Форли; † 1557, Болоня), ∞ 1504 за Мария Джована Систа дела Ровере (* 1486, Сенигалия; † 1538, Болоня), господарка-консорт на Камерино, от която има един син и дъщеря
- Франческо Риарио, нар. Сфорцино (* 17 август 1487, Имола; † сл. 1509), епископ на Лука

2 . 1490 за Джакомо Фео (* ок. 1471, Форли; † 27 август 1495, Форли), от когото има един син:
- Бернардино (впоследствие Карло) Фео (* април 1489 или 1490, † 1509), който има една дъщеря

3. септември 1497 за Джовани Пополано Медичи (* 21 октомври 1467, Флоренция; † 14 септември 1498, Санта Мария ин Баньо), от когото има един син:
- Лудовико де Медичи (* 6 април 1498, Форли; † 30 ноември 1526, Мантуа), нар. Джовани след преждевременната смърт на баща си, велик кондотиер, впоследствие известен като Джовани дале Банде Нере; ∞ за Мария Салвиати (* 17 юли 1499, † 29 декември 1543), дъщеря на Якопо Салвиати и Лукреция ди Лоренцо Медичи, от която има син Козимо I Медичи, първи велик херцог на Тоскана. От Козимо произлиза кралицата на Франция Мария Медичи, майка на Луи XIII и баба на Луи XIV – Кралят Слънце, следователно всички крале на Бурбоните на Франция до последния монарх Луи Филип произхождат по майчина линия от Катерина Сфорца чрез Джовани дале Банде Нере.

## Външен вид и характер
Ето как я описва флорентинският историк Бартоломео Серетани:
| „ | Тя беше мъдра, жизнена, велика: сложно, красиво лице, малко говореше; носеше сатенена роба с два ръкава с воал, черна кадифена шапка във френски стил, мъжки колан и торбичка, пълна със златни дукати; с [вид] меч, използван като [друг вид] меч, и сред войниците пеша, и на кон, имаше много голям страх от нея, защото тази жена с оръжие в ръка бе горда и жестока. Тя бе извънбрачна дъщеря на граф Франческо Сфорца, първият капитан на своето време и на когото тя бе много сходна по дух и дързост, и не бе лишена, бидейки украсена с особена добродетелност, от някой и друг порок, нито малък, нито вулгарен. | “ |

Бъдещият кардинал Бернардо Довиви да Бибиена в писмо, в което разказва на Пиеро де' Медичи за „странната среща“ на Катерина с херцога на Калабрия Ферандино Арагонски на 23 септември 1494 г., я описва с грозно лице, докладвайки и впечатленията на самия Ферандино. Всъщност, въпреки че Катерина се слави сред потомството като жена с голяма красота, тогавашните медальони я изобразяват като жена с мъжки черти и доста едра.
Около 1502 г., според информатор на Изабела д’Есте, Катерина е „толкова дебела, че не мога да я сравня с никого“. Дебелината е често срещана в сем. Сфорца: бащата на Катерина Галеацо Мария, на когото тя много прилича, не носи броня, която може би би го спасила от смъртта, за да не изглежда твърде голям.
Тя също така наследява типичния голям, леко крив нос за Сфорца, и изпъкналата брадичка. Косата ѝ сигурно е била вълнообразна и изглежда, че я държи вързана отзад, но не се знае със сигурност дали е била руса и светла с естествен тен, или е постигала тези резултати чрез собствените си смеси. Все пак русият цвят е често срещан сред членовете на сем. Сфорца.

### „Рецепти за красота“ на Катерина Сфорца
След като дълго време се занимава с билколечение, медицина, козметика и алхимия, Катерина оставя една книга: „Експерименти на превъзходната дама Катерина от Форли“ (Experimenti della excellentissima signora Caterina da Forlì), състояща се от 471 рецепти, които илюстрират процедурите за борба с болести и за запазване на красотата на лицето и на тялото. Това е резултат от многобройните химически „експерименти“, по които Катерина се запалва и практикува през целия си живот.
Със своите уникални формули готварската книга дава интересна информация както за привичките на времето, така и за състоянието на научните познания от 15 век: в някои процедури има намек за открития, които ще бъдат направени много по-късно, като например използването на хлороформ за приспиване на пациента.
Този интерес към козметиката и алхимията идва от древните традиции и ориенталската култура. Тя е предадена от манастирските „работилници“, от дворовете и от самите семейства, които пазят и предават „тайните“ на производство на лекарства срещу болести от поколение на поколение.
Всички хроники от онова време ни информират, че Катерина е жена с изключителна красота. Със сигурност поради тази причина голяма част от книгата се състои от рецепти за запазване на тази красота според каноните на времето: как да направиш лицето си много бяло, красиво и румено, как да накараш косата си да расте, да се накъдри, как да я изрусиш със златист цвят, как да направиш ръцете си толкова бели и красиви, че да изглеждат като слонова кост и др.
Катерина се посвещава на своите експерименти с постоянството през целия си живот. Това я прави наистина компетентна в тази област, както се вижда от огромното количество кореспонденция, която води с лекари, учени, благородници и магьосници, за да има обмен на „тайни“ за приготвяне на козметика, лосиони, еликсири и мехлеми. Нейният най-важен съветник в тази област е Лодовико Албертини – аптекар от Форли, който продължава да ѝ служи, дори когато тя вече не живее вече във Форли.
През 1933 г. в Италия излиза част от рецептите за красота на Катерина и първото издание е разпродадено за много кратко време.

## Катерина Сфорца в масовата култура

### Балади
Хронистите на епохата оставят множество свидетелства за славата и възхищението, които Катерина печели. На нея е посветена балада от 16 век, приписвана на Марсилио Компаньон, която започва с:
| „ | Слушай тази безутешна/ Катерина от Форливо Имам голяма война в затвора/ Без помощ изоставена Не виждам господар/ да яхва въоръжен кон И после да проявява силата си/ да защити държавата ми Целият свят е уплашен/ когато чуват да крещи Франция И мощта на Италия изглежда, че е пропаднала Слушай тази безутешна/ Катерина от Форливо. . . | “ |

### Кино
- Caterina Sforza, la leonessa di Romagna, реж. Джорджо Валтер Кили (1959) с Вирна Лизи
- Los Borgia, реж. на Антонио Хернандес – телевизионен филм (2006) с Пас Вега
- Caterina Sforza, La leonessa delle Romagne – интерактивен документален филм за Катерина Сфорца, реж. Матео Тондини

### Телевизия
- „Борджиите“ (The Borgias) (2011) – телевизионен сериал от 2011 г. по канал Showtime, в ролята Джина Макки
- „Борджиите“ (Borgia), познат и като Borgia: Faith and Fear (2013) – телевизионен сериал, в ролята Валентина Черви
- „Медичите“ (I Medici) – телевизионен сериал (2018 – 2019), 3-ти сезон, в ролята ѝ е Никол Бруньоли и впоследствие Роуз Уилямс.

### Видеоигри
- Assassin's Creed II (2009) – малка роля. Има по-голяма роля в пакета за сваляне „Битката при Форли“ (The Battle of Forlì), където е подпомогната в титулярната битка от главния герой на играта Ецио Аудиторе
- Assassin's Creed: Brotherhood (2010)
- Катерина служи като предполагаемо вдъхновение за Каталина, престъпничка от провинцията в Grand Theft Auto: San Andreas, която по-късно се издига до редиците на подземния свят на наркотиците в Grand Theft Auto III.

## Обяснителни бележки
1. ↑  на итал. „Se io potessi scrivere tutto, farei stupire il mondo“.
2. ↑  Бракът е предложен от Бианка Мария Висконти на Лудвиг Савойски, баща на Бона, и с него се слага край на враждата между двете семейства. Всъщност Савоя имат претенции към управлението на Милано след смъртта на Филипо Мария Висконти, съпруг на Мария Савойска. (Brogi, p. 18 e p. 21)
3. ↑  Имола е открадната от Сфорца от Тадео Манфреди, папски феодал, и сега е върната на Сикст IV с условието да бъде дадена на съпруга на Катерина и на техните наследници. Това е част от сватбената зестра на Катерина. (Brogi, p. 35)
4. ↑  След убийството на Галеацо Мария Сфорца през 1476 г. Лудовико Мария Сфорца, брат на Галеацо и известен като Мавърът, планира да получи регентството на Миланското херцогство от Бона Савойска, майка на новия херцог Джан Галеацо Мария Сфорца, на седем години. Херцогството през онези години е в ръцете на Чико Симонета, доверен съветник на Бона. Лудовико и брат му Сфорца Мария се опитват да го завладеят с оръжие, но Сфорца Мария умира (може би отровен) във Варезе Лигуре и Лудовико е принуден на заточение. На следващата година той се помирява с Бона и успява да осъди Симонета на смърт. През 1480 г. той принуждава Бона да напусне Милано и да отиде в замъка в Абиате (днес Абиатеграсо), и поема регентството от името на своя племенник.
5. ↑  Има много хроники, дошли до нас, в които Джироламо е обвиняван в заговор срещу семейство Медичи и за това, че безскруполно е хвърлил в затвора и осъдил на смърт членове на семейство Колона. (Graziani, Venturelli, p. 44)
6. ↑  Основните разходи са съставени от разходите за издръжката на армията и за изплащането на заплати на длъжностните лица, тези за справяне с природни бедствия и епидемии, за обезщетенията, отпуснати на посланици и религиозни ордени, за народните празненства и за оказването на гостоприемство на важни лица и техните свити.
7. ↑  Лудовико Мавърът се чувства застрашен от крал Фердинанд I от Неапол, чийто баща е определен за наследник на Миланското херцогство от Филипо Мария Висконти, а племенницата му Изабела е съпруга на Джан Галеацо Мария Сфорца, официално херцог на Милано, но на практика заменен в управлението от чичо си Лудовико Мария. Изабела не приема това обстоятелство като съпруга си, който е доминиран от чичо си. Тази семейна ситуация има политическо значение и кралят на Неапол е решен да защити престижа на племенницата си, и публично заявява, че ще изгони узурпатора Лудовико от херцогския престол.
8. ↑  Крал Фердинандо I Неаполитански умира през януари 1494 г. и е наследен от сина си Алфонсо II, който абдикира малко след това за сметка на сина си Фердинандо II
9. ↑  Сред арестуваните е Леоне Кобели, хроникьор от Форли, който е освободен от затвора от Катерина едва след многократното настояване на Томазо Фео. Кобели, който е почитател на графинята, пише за нея по отвратителен начин след този епизод. Той дори иска да унищожи предишните си хроники, което по-късно не прави. (Brogi, p. 130)
10. ↑  Според тогавашните привички отмъщението е законен дълг. (Brogi, p. 157)
11. ↑  Крепост, където Катерина установява резиденцията си след смъртта на Джироламо Риарио.
12. ↑  Флорентинската република се подготвя да се защитава от Венецианската република, която се цели в контрола над Пиза (независима от Флоренция благодарение на Шарл VIII), и да върне господството на Медичите.
13. ↑  Максимилиан I през 1494 г. се жени за Бианка Мария Сфорца – дъщеря на Галеацо Мария Сфорца и Бона Савойска, т.е. той е племенник на Лудовико Мавъра.
14. ↑  Фаенца, Имола и Форли, Пезаро, Урбино и Камерино
15. ↑  Чезаре Борджия, вторият син на папа Алесандро Борджия, се отказва от църковната си кариера след смъртта на брат си; той заминава за Франция като пратеник на папата, жени се за племенницата на краля Шарлота д'Албре, превръщайки се в херцог на Валентиноа, откъдето идва и името „Валентино“.
16. ↑  Градът се предава на Чезаре Борджия с надеждата да избегне разграбването. Но въпреки че капитулацията е подписана от херцога с обещанието, че войниците няма да ограбят Форли, те го разграбват с особена жесткост. (Graziani Venturelli, p. 259)
17. ↑  Николò Макиавели се среща няколко пъти с Катерина през 1499 г. като посланик на Флоренция.
18. ↑  Обратно на обичайната военна тактика
19. ↑  На 10 април Лудовико Мавъра, предаден от своите наемни войски, е пленен и хвърлен в затвора в Замъка на Лош във Франция, където умира през 1508 г.
20. ↑  Катерина получава гражданство от Флорентинската република по времето, в което Джовани Пополано е посланик във Форли.
21. ↑  Счита се, че Лоренцо Медичи е заинтересуван само от това да вземе голямото наследство на детето. (Graziani, Venturelli, p. 287,288)
22. ↑  Граф Лукантонио Купано от Монтефалко, капитан в служба на Джовани дале Банде Нере, прави копие на оригинала през 1525 г. След това тя е публикувана изцяло през 1893 г. от историка Пиер Дезидерио Пазолини (Pasolini Pier Desiderio Caterina Sforza, Loescher, Roma, 1893).
23. ↑  Многобройните съставки в рецептите на Катерина, като „масло от земни червеи“, „кръв от мишка“, „месо от усойница“, които поради научните и технологичните открития през вековете днес изглеждат абсурдни, се използват редовно от лекарите до 18. век, докато „изсушената и прахообразна утайка от урина“ (карбамид) се използва за производство на козметични кремове, които в момента са на пазара.
24. ↑  Някои са написани с код и се счита, че идват от вещерските ритуали.
25. ↑  Не са редки случаите, когато благородниците се посвещават на експерименти и опаковане на препарати за здраве и красота.
26. ↑  За честта да служи на „моята сладка покровителка“ Албертини е кредитор след смъртта на Катерина на огромната сума от 587 флорина за материалите, които ѝ е набавил.
27. ↑  Ascolta questa sconsolata/ Catherina da Forlivo/Ch'io ho gran guerra nel confino/ Senza aiuto abbandonata
Io non veggo alcun signore/ Che a cavallo monti armato/ E poi mostri il suo vigore/ Per difendere il mio stato
Tutto il mondo è spaventato/ Quando senton criar Franza/ E d'Italia la possanza/ Par che sia profundata

'Scolta questa sconsolata/ Catherina da Forlivo...

Вж. La ballata di Caterina Sforza Посетено на 4 окт. 2021

## Библиографски бележки
1. 1 2  Graziani, Venturelli, p. 10
2. ↑  Brogi, с. 24
3. ↑  Graziani, Venturelli, p. 21
4. ↑  Brogi, с. 31
5. ↑  Graziani, Venturelli, p. 38
6. ↑  Brogi, с. 33
7. ↑  Leone Cobelli, Cronache Forlivesi dalla Fondazione della Città sino all'anno 1498, Regia Tipografia, Bologna, 1874.
8. ↑  Днешно Камповерде – подселище на град Априлия
9. 1 2  Pier Desiderio Pasolini, Caterina Sforza, vol. I, pp. 143 – 146
10. ↑  Graziani, Venturelli, p. 71
11. ↑  Graziani, Venturelli, p. 72
12. ↑  Pier Desiderio Pasolini, Caterina Sforza, vol. I, pp. 189 – 192
13. ↑  Graziani, Venturelli, p. 95
14. ↑  Pier Desiderio Pasolini, Caterina Sforza, vol. I, pp. 197 – 213
15. ↑  Pier Desiderio Pasolini, Caterina Sforza, vol. I, pp. 213 – 225
16. ↑  Leone Cobelli, Cronache Forlivesi, p.322
17. ↑  Graziani, Venturelli, p. 108
18. ↑  Pier Desiderio Pasolini, Caterina Sforza, vol. I, pp. 240 – 254
19. ↑  Pier Desiderio Pasolini, Caterina Sforza, vol. I, pp. 254 – 262
20. ↑  Graziani, Venturelli, p. 129
21. ↑  Graziani, Venturelli, p. 133
22. ↑  Brogi, p. 132
23. ↑  Brogi, p. 133
24. ↑  Brogi, p. 137
25. ↑  Brogi, p. 158
26. ↑  Brogi, p. 69
27. ↑  Brogi, p. 200
28. ↑  Brogi, p. 222
29. ↑  Brogi, p. 243
30. ↑  Brogi, p. 244
31. ↑  Юлий II е наследен след 26 дена като папа от папа Пий III.
32. ↑  Niccolini, Sister Giustina. The Chronicle of Le Murate (1598) Ed. and trans. Saundra Weddle, ISBN 978-0-7727-2108-2.
33. ↑  Graziani, Venturelli, p. 298
34. ↑  Bartolomeo Cerretani, Storia fiorentina, ed. Giuliana Berti, Firenze, 1994.
35. ↑  Caterina Sforza. Т. 3.   E. Loescher e c.0, 1893. с. 212.
36. ↑  Lucrezia Borgia. La sua vita e i suoi tempi.   A. Mondadori, 1967. с. 145.
37. ↑  L'Historia di Milano volgarmente scritta dall'eccellentiss. oratore M. Bernardino Corio.   1565. с. 980.
38. ↑  Caterina Sforza, leonessa di Romagna.   Il ponte vecchio, 2008. с. 9.
39. ↑  Sani, p. 2
40. ↑  Graziani, Venturelli, p. 157
41. ↑  Graziani, Venturelli, p. 151
42. 1 2  Sani, p. 1
43. ↑  Rovesti Guido,Profumi, cosmetici ed Essenze d'Italia attraverso i secoli in „Rivista It. delle Essenze e Profumi“.
44. ↑  Costa Pietro Ricettario di bellezza, Tampieri Ed., Cotignola 1933

|  | Тази страница частично или изцяло представлява превод на страницата Caterina Sforza в Уикипедия на италиански. Оригиналният текст, както и този превод, са защитени от Лиценза „Криейтив Комънс – Признание – Споделяне на споделеното“, а за съдържание, създадено преди юни 2009 година – от Лиценза за свободна документация на ГНУ. Прегледайте историята на редакциите на оригиналната страница, както и на преводната страница, за да видите списъка на съавторите. ВАЖНО: Този шаблон се отнася единствено до авторските права върху съдържанието на статията. Добавянето му не отменя изискването да се посочват конкретни източници на твърденията, които да бъдат благонадеждни. |